# Manseok-dong
Manseok-dong (koreanska: 만석동) är en stadsdel i staden Incheon i den nordvästra delen av Sydkorea, 30 km väster om huvudstaden Seoul. Den ligger i stadsdistriktet Dong-gu.